# Impromptu (film, 1991)
Pour les articles homonymes, voir Impromptu.
Pour plus de détails, voir Fiche technique et Distribution.
Impromptu est un film franco-britannique réalisé par James Lapine, sorti en 1991. Il est inspiré du thème biographique de la rencontre en 1836 du célèbre couple Frédéric Chopin et George Sand. Il est nommé d'après les Impromptus de Chopin, en particulier son chef-d'œuvre Fantaisie-Impromptu opus posthume 66 de 1834,,.

## Synopsis

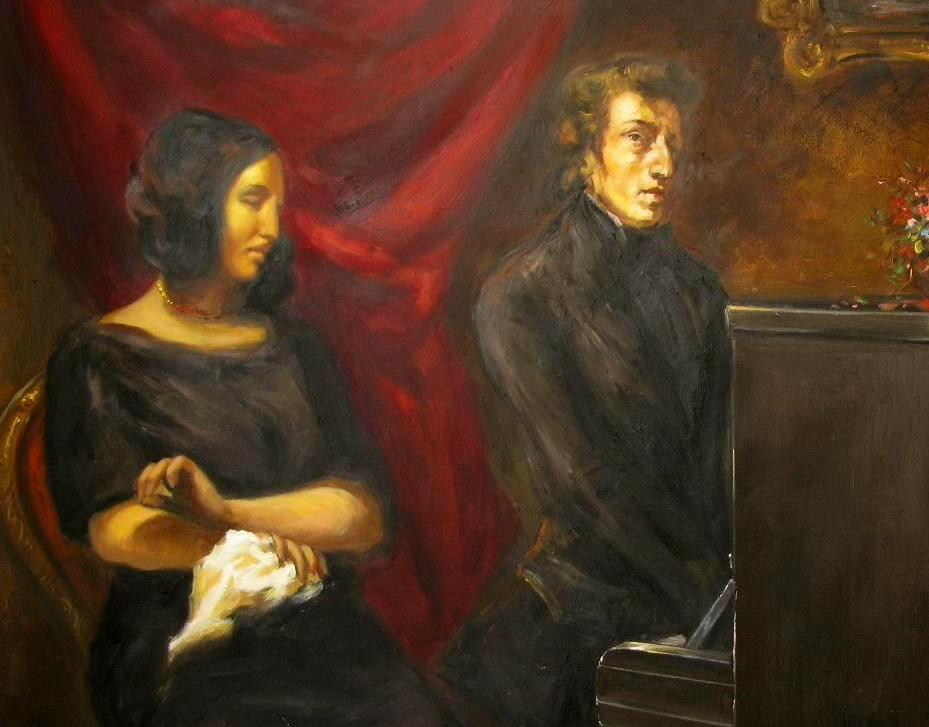
Frédéric Chopin au piano (et sa compagne George Sand) par Eugène Delacroix, en 1837.

Après avoir divorcé du baron Casimir Dudevant, avec qui elle a deux enfants, puis avoir vécu avec divers amants, dont Alfred de Musset, Michel de Bourges, ou Félicien Mallefille, la célèbre romancière du XIXe siècle George Sand a un coup de foudre impromptu pour la musique du jeune pianiste virtuose Frédéric Chopin, qu'elle entend pour la première fois lors d'une soirée de 1836 dans le salon parisien mondain de son amie la comtesse Marie d'Agoult (qui partage sa vie avec Franz Liszt, grand ami de Chopin). George Sand tombe alors éperdument amoureuse sans retour de Chopin (le grand amour de sa vie) avant de le rencontrer et de le courtiser un peu plus tard lors d'un séjour avec leurs amis communs Marie d'Agoult, Franz Liszt, et Eugène Delacroix, chez la mécène duchesse d'Antan à Angers (lieu et personnage fictifs). À la suite de divers rebondissements et intrigues amoureuses de Marie d'Agoult, Chopin tombe à son tour éperdument amoureux de George Sand, avec qui il débute alors une vie amoureuse durant neuf ans de sa vie, jusqu’à l'aube de sa disparition précoce des suites de sa tuberculose, en 1849, à l'age de 39 ans. Le tout sur fond de nombreuses œuvres de Chopin, dont en particulier son chef d'œuvre romantique Fantaisie-Impromptu de Chopin de 1834, à la fois joyeuse, lyrique, enflammée, romantique, et nostalgique, à l'image de la relation amoureuse du célèbre couple,,.

## Fiche technique
- Titre : Impromptu
- Réalisation : James Lapine
- Scénario : Sarah Kernochan
- Photographie : Bruno de Keyzer
- Montage : Michael Ellis
- Production : Stuart Oken et Daniel A. Sherkow
- Société de production : C.L.G. Films, Governor Productions, Les Films Ariane et Sovereign Pictures
- Société de distribution : Les Films Ariane (France) et Hemdale (États-Unis)
- Pays :  Royaume-Uni et  France
- Genre : biopic, comédie romantique
- Durée : 107 minutes
- Dates de sortie : 
  - Royaume-Uni : 12 avril 1991
  - France : 24 juillet 1991

## Distribution
- Judy Davis : George Sand
- Hugh Grant : Frédéric Chopin
- Mandy Patinkin : Alfred de Musset
- Bernadette Peters : Marie d'Agoult
- Julian Sands : Franz Liszt
- Ralph Brown : Eugène Delacroix
- Georges Corraface : Félicien Mallefille
- Anton Rodgers : le duc d'Antan
- Emma Thompson : la duchesse d'Antan
- Anna Massey : la mère de George Sand
- David Birkin : Maurice
- Nimer Rashed : Didier
- Fiona Vincente : Solange
- John Savident (en) : Buloz
- Lucy Speed : Aurora jeune
- Elizabeth Spriggs : la baronne Laginsky

## Musiques du film
Frédéric Chopin (Hugh Grant) interprète entre autres dans ce film ses chefs-d’œuvre Fantaisie-Impromptu de Chopin et Ballade no 1 de Chopin...

## Distinctions
Le film a reçu l'Independent Spirit Award de la meilleure actrice pour Judy Davis (George Sand) et a été nommé pour l'Independent Spirit Award de la meilleure actrice dans un second rôle pour Emma Thompson (la duchesse d'Antan).

## Tournage
Le film est entièrement tourné en France, en partie au château des Briottières de la duchesse d'Antan (personnage fictif) près d'Angers (pays de la Loire, liste de films tournés dans le département de Maine-et-Loire)

## Autres films sur Chopin
- 1991 : La Note bleue, de Andrzej Żuławski.
- 2002 : Chopin : Le Désir d'amour, de Jerzy Antczak.